# Spazio metrico
Uno spazio metrico è un insieme di elementi, detti punti, nel quale è definita una distanza, detta anche metrica. Lo spazio metrico più comune è lo spazio euclideo di dimensione 1, 2 o 3. 
Uno spazio metrico è in particolare uno spazio topologico, e quindi eredita le nozioni di compattezza, connessione, insieme aperto e chiuso. Si applicano quindi agli spazi metrici gli strumenti della topologia algebrica, quali ad esempio il gruppo fondamentale.
Qualsiasi oggetto contenuto nello spazio euclideo è esso stesso uno spazio metrico. Molti insiemi di funzioni sono dotati di una metrica: accade ad esempio se formano uno spazio di Hilbert o di Banach. Per questi motivi gli spazi metrici giocano un ruolo fondamentale in geometria e in analisi funzionale.

## Definizione
Uno spazio metrico è una struttura matematica costituita da una coppia {\displaystyle (X,d)} di elementi, dove {\displaystyle X} è un insieme e {\displaystyle d} una funzione distanza, detta anche metrica, che associa a due punti {\displaystyle x} e {\displaystyle y} di {\displaystyle X} un numero reale non negativo  {\displaystyle d(x,y)} in modo che le seguenti proprietà valgano per ogni scelta di {\displaystyle x,y,z} in {\displaystyle X}:
- {\displaystyle d(x,y)>0\iff x\neq y}
- {\displaystyle d(x,y)=0\iff x=y}
- {\displaystyle d(x,y)=d(y,x)\ }
- {\displaystyle d(x,y)\leq d(x,z)+d(z,y)}

L'ultima proprietà è detta disuguaglianza triangolare.

## Proprietà

### Struttura topologica
Uno spazio metrico possiede naturalmente anche una struttura topologica: l'insieme delle palle aperte centrate nei vari punti avente raggio variabile fornisce infatti una sua base topologica.
Esplicitamente, un insieme sarà aperto se è l'unione di un certo numero (finito o infinito) di palle. Uno spazio metrico è perciò, quasi per definizione, uno spazio metrizzabile.
Per una funzione definita in uno spazio metrico sarà possibile dunque parlare di continuità e la definizione generale (usando le controimmagini degli aperti) potrà essere riformulata in funzione di dischi:
{\displaystyle f:(X,d)\to (Y,d')} è continua in {\displaystyle x_{0}} se per ogni {\displaystyle r>0} esiste un {\displaystyle \delta (r)>0} tale che {\displaystyle x\in B_{d}(x_{0},\delta (r))} implica {\displaystyle f(x)\in B_{d'}(f(x_{0}),r)},
dove {\displaystyle B_{d}} (risp. {\displaystyle B_{d'}}) rappresenta la palla nella metrica {\displaystyle d} (risp. {\displaystyle d'}). Scritta in un altro modo, questa definizione dice che:
{\displaystyle f:(X,d)\to (Y,d')} è continua in {\displaystyle x_{0}} se per ogni {\displaystyle r>0} esiste un {\displaystyle \delta (r)>0} tale che {\displaystyle d(x,x_{0})<\delta (r)} implica {\displaystyle d'(f(x),f(x_{0}))<r}.
Tale definizione è già molto vicina a quella usuale per funzioni reali.
Addizionalmente, uno spazio metrico è anche uno spazio uniforme, definendo un sottoinsieme {\displaystyle V} di {\displaystyle M\times M} essere un entourage se e solo se esiste un {\displaystyle \epsilon >0} tale che se {\displaystyle d(x,y)<\epsilon } allora {\displaystyle (x,y)\in V}. La struttura uniforme generalizza quella topologica.
È possibile costruire esempi semplici di metriche topologicamente equivalenti ma con strutture uniformi distinte: basta prendere, in {\displaystyle \mathbb {R} }, {\displaystyle d_{1}} la metrica euclidea e {\displaystyle d_{2}(x,y)=|e^{x}-e^{y}|}; allora {\displaystyle \{(x,y)\in \mathbb {R} ^{2}:|x-y|<1\}} è un entourage nella struttura uniforme data da {\displaystyle d_{1}} ma non in quella data da {\displaystyle d_{2}}. Intuitivamente, la difformità è data dalla distorsione della metrica usuale secondo una funzione non uniformemente continua.

### Spazi normati
Uno spazio vettoriale normato
{\displaystyle (M,\|\cdot \|)}
è in modo naturale anche uno spazio metrico dotato della distanza 
{\displaystyle d(x,y)=\|x-y\|}
Le proprietà della distanza discendono infatti da quelle della norma. 
Uno spazio vettoriale munito di una seminorma genera invece una pseudometrica, cioè una funzione che può assegnare distanza nulla a punti diversi, e quindi non uno spazio metrico. Si può ovviare all'inconveniente introducendo la relazione di equivalenza ~, che identifica due punti se e solo se hanno distanza nulla. Passando dunque all'insieme quoziente
{\displaystyle X^{*}=X_{/\sim }}
e definendo, se {\displaystyle d} è la pseudometrica,
{\displaystyle d^{*}([x],[y])=d(x,y)}
la funzione {\displaystyle d^{*}} risulta essere, oltre che ben definita, proprio una metrica per {\displaystyle X^{*}}. Il quoziente conserva la topologia che la pseudometrica induce su {\displaystyle X} (esattamente nello stesso modo in cui lo fa una metrica), cioè {\displaystyle A} è aperto in {\displaystyle X} se e solo se {\displaystyle \pi (A)=[A]} (ovvero i punti di A considerati a meno dell'equivalenza) è aperto in {\displaystyle X^{*}}.

## Equivalenze
Una biiezione {\displaystyle f} tra due spazi metrici {\displaystyle (M_{1},d_{1})}, {\displaystyle (M_{2},d_{2})} si dice
- una isometria se {\displaystyle d_{2}(f(x),f(y))=d_{1}(x,y)} per ogni {\displaystyle x,y} ({\displaystyle M_{1}} e {\displaystyle M_{2}} sono isometrici).
- una similitudine se {\displaystyle d_{2}(f(x),f(y))=kd_{1}(x,y)} per qualche {\displaystyle k>0}, per ogni {\displaystyle x,y} ({\displaystyle M_{1}} e {\displaystyle M_{2}} sono simili).
- una uniformità se è un isomorfismo tra {\displaystyle M_{1}} e {\displaystyle M_{2}} visti come spazi uniformi.
- un omeomorfismo se è un isomorfismo tra {\displaystyle M_{1}} e {\displaystyle M_{2}} visti come spazi topologici ({\displaystyle M_{1}} e {\displaystyle M_{2}} sono omeomorfi).

## Distanza tra punti e insiemi e tra insiemi
Oltre alla distanza tra punti, in uno spazio metrico si possono introdurre altri concetti accessori, come la distanza tra un punto e un insieme, definita come
{\displaystyle \delta (x,E)=\inf _{y\in E}d(x,y)}
È {\displaystyle \delta (x,E)=0} se e solo se {\displaystyle x} appartiene alla chiusura di {\displaystyle E}.
Per questa funzione vale una versione generale della disuguaglianza triangolare, cioè
{\displaystyle \delta (x,E)\leq d(x,y)+\delta (y,E)}.
Si possono definire inoltre più distanze tra insiemi.
- Una è definita come l'estremo inferiore della distanza tra due punti dei due insiemi:

{\displaystyle d(E,F)=\inf _{x\in E,y\in F}d(x,y)}
Questa definizione, che è molto intuitiva, si rivela però poco utile, perché è solo una parametrica simmetrica, cioè soddisfa solo la non negatività e l'"auto-distanza" nulla: due insiemi non coincidenti con intersezione non vuota o che si toccano (cioè per esempio {\displaystyle [1,2)} e {\displaystyle (2,3]}) hanno distanza nulla.
- Una definizione migliore è stata data da Felix Hausdorff ed è la seguente:

{\displaystyle H(A,B)=\max\{e(A,B),e(B,A)\}},
dove per evitare notazioni pesanti si è indicato con {\textstyle e(A,B)=\sup _{x\in A}\delta (x,B)} l'eccedenza di {\displaystyle A} su {\displaystyle B}; {\displaystyle H} è detta proprio distanza di Hausdorff di {\displaystyle A} da {\displaystyle B}. In generale {\displaystyle H} è solo una pseudometrica: la sua restrizione ai sottoinsiemi chiusi dello spazio metrico soddisfa però anche l'ultima proprietà mancante e la rende dunque una metrica su {\displaystyle P_{f}(X)=\{S\subseteq X:S\,{\mbox{chiuso}}\}}, sottoclasse dell'insieme delle parti di {\displaystyle X}.

## Limitatezza
Lo spazio metrico è la struttura più povera in cui si può cominciare a parlare di limitatezza di un insieme. Se {\displaystyle E\subseteq X}, allora {\displaystyle E} si dice limitato secondo la metrica presente d se esiste un raggio finito M tale che
{\displaystyle E\subset B_{d}(x,M)} per qualche {\displaystyle x} in {\displaystyle X}.
Ci sono altre definizioni equivalenti, cioè:
- ponendo per definizione {\textstyle diam(E)=\sup _{x,y\in E}d(x,y)} il diametro di {\displaystyle E}, se esso è un numero finito;
- se la sua chiusura è limitata.

La nozione è però ovviamente dipendente dalla distanza che si pone sull'insieme {\displaystyle X}: se per esempio {\displaystyle X} è uno spazio illimitato con distanza {\displaystyle d}, esso ha diametro 1 nella distanza {\displaystyle d'={d \over 1+d}}.

## Spazi metrici prodotto
Se {\displaystyle X_{1},\dots ,X_{n}} sono spazi metrici con distanze {\displaystyle g_{1},\dots ,g_{n}} rispettivamente allora si può definire una metrica nel prodotto cartesiano {\displaystyle X_{1}\times \dots \times X_{n}} tra {\displaystyle {\vec {x}}=(x_{1},\dots ,x_{n})} e {\displaystyle {\vec {y}}=(y_{1},\dots ,y_{n})} come
{\displaystyle (g_{1}\times \dots \times g_{n})({\vec {x}},{\vec {y}}):=\sum _{i=1}^{n}{1 \over 2^{i}}{g_{i}(x_{i},y_{i}) \over 1+g_{i}(x_{i},y_{i})}}.
La formula può essere estesa anche per prodotti numerabili.
In generale, se {\displaystyle N} è una norma in {\displaystyle \mathbb {R} ^{n}}, allora si può definire la metrica normata nel prodotto cartesiano come
{\displaystyle N(d_{1},\dots ,d_{n}){\Big (}(x_{1},\dots ,x_{n}),(y_{1},\ldots ,y_{n}){\Big )}=N{\Big (}d_{1}(x_{1},y_{1}),\ldots ,d_{n}(x_{n},y_{n}){\Big )}}
e la topologia generata è coerente con la topologia prodotto.
Come caso particolare, se {\displaystyle n=2}, {\displaystyle X_{1}=X_{2}=X}, {\displaystyle d_{1}=d_{2}=d} allora viene fuori che la funzione distanza {\displaystyle d\colon X\times X\to \mathbb {R} ^{+}} è uniformemente continua rispetto ogni metrica normata e dunque è una funzione continua rispetto alla topologia prodotto su {\displaystyle X\times X}.

## Esempi di spazi metrici
- Lo spazio euclideo con la normale nozione di distanza.
- Un insieme qualsiasi con la distanza definita nel modo seguente: la distanza tra due punti è 1 se i punti sono diversi, 0 altrimenti; in questo caso si dice distanza discreta.
- L'insieme delle funzioni continue nell'intervallo [0,1] è metrizzabile con la seguente metrica: date due funzioni f1, f2 della variabile x il numero {\displaystyle d=\max |f_{1}(x)-f_{2}(x)|} è la distanza tra esse.
- Un sottoinsieme di uno spazio metrico si può considerare anch'esso in modo naturale uno spazio metrico: basta munirlo della opportuna restrizione della funzione distanza dello spazio di partenza. Quindi qualsiasi sottoinsieme dello spazio euclideo è un esempio di spazio metrico.
- Ogni spazio normato è uno spazio metrico, dove la distanza tra due punti {\displaystyle x,y} è data dalla norma del vettore {\displaystyle x-y}. In questi casi si dice che la metrica è indotta dalla norma. Non vale però il viceversa, esistono cioè spazi metrici la cui metrica non può derivare da una norma, come mostra il prossimo esempio.
- L'insieme dei numeri reali, con la distanza data da

{\displaystyle d(x,y)=|\arctan(x)-\arctan(y)|.}
Questa distanza, diversa da quella standard, non può essere indotta da una norma, in quanto non è invariante per traslazioni (ovvero {\displaystyle d(x+z,y+z)} è in generale diversa da {\displaystyle d(x,y)}), mentre tutte le distanze indotte da norme lo sono.
- Se {\displaystyle (X,d)} è uno spazio metrico, allora è possibile definire una nuova metrica {\displaystyle d_{1}} su X tale che qualunque coppia di punti di X abbia distanza minore o uguale a 1. Basta infatti prendere

{\displaystyle d_{1}(x,y)={\frac {d(x,y)}{d(x,y)+1}}.}
Si può verificare che {\displaystyle d_{1}} è ancora una metrica su X. Inoltre se X è illimitato rispetto alla metrica d, risulta avere diametro 1 nella metrica {\displaystyle d_{1}}, ovvero risulta limitato nella metrica {\displaystyle d_{1}}. La nozione di limitatezza di un insieme non è dunque un concetto "assoluto".